# Conirostrum
Conirostrum es un género de aves paseriformes perteneciente a la familia Thraupidae, que agrupa a once especies nativas de la América tropical (Neotrópico), donde se distribuyen desde el extremo oriental de América Central (este de Panamá), por América del Sur, hasta el norte de Chile, noroeste y noreste de Argentina y sur de Brasil. A sus miembros se les conoce por el nombre común de conirrostros y también picoconos, picos-de-cono o  saíes, entre otros.

## Etimología
El nombre genérico neutro Conirostrum se compone de las palabras latinas «conus»: cono, y  «rostrum»: pico.

## Características
Los conirrostros son pequeños tráupidos que miden entre 9,5 y 13m de longitud, parecidos con parúlidos, caracterizados por sus picos esbeltos y puntiagudos. Algunos autores los dividen en dos grupos, los "verdaderos" (C. ferrugineiventre, C. sitticolor, C. albifrons, C. tamarugense, C. rufum y C. cinereum), encontrados principalmente en bosques montanos andinos o cerca, de patrón de plumaje  variado, pero con predominancia de azul, gris o rufo en la mayoría de las especies; y los encontrados en bordes de selvas húmedas de tierras bajas (C. bicolor, C. margaritae, C. speciosum y C. leucogenys), de colores de plumaje predominantes gris-azul y que podrían constituir un género separado Ateleodacnis.

## Taxonomía
El presente género y Oreomanes fueron anteriormente tratados como miembros de una familia Coerebidae, y por otros autores como perteneciendo a Parulidae, y posteriormente tratados tentativamente en Thraupidae. Los datos genético-moleculares indicaron que deberían ser incluidos en Thraupidae, como géneros hermanos. Los datos presentados por los amplios estudios filogenéticos recientes de Burns et al. (2014) y Barker et al. (2015) mostraron que Oreomanes está profundamente embutido dentro de Conirostrum; como resultado, Burns et al. (2016) lo transfirieron a Conirostrum; esta inclusión requirió un cambio de nombre, ya que al cambiar de Oreomanes fraseri a Conirostrum fraseri P.L. Sclater, 1860  se convierte en un sinónimo posterior de Conirostrum cinereum fraseri; el nombre más antiguo disponible era Conirostrum binghami, que fue así adoptado. Estos cambios taxonómicos fueron aprobados en la Parte 15 de la Propuesta N° 730 al Comité de Clasificación de Sudamérica (SACC).
La subespecie C. cinereum fraseri, de los Andes del suroeste de Colombia y este de Ecuador, es considerada como una especie separada de Conirostrum cinereum: el conirrostro ocráceo Conirostrum fraseri P.L. Sclater, 1859, por las clasificaciones Aves del Mundo (HBW) y Birdlife International (BLI) con base principalmente en las diferencias de plumaje y ecología.

## Lista de especies
Según las clasificaciones del Congreso Ornitológico Internacional (IOC) y Clements Checklist v.2019, el género agrupa a las siguientes especies con el respectivo nombre popular de acuerdo con la Sociedad Española de Ornitología (SEO):
| Imagen | Nombre científico              | Autor                        | Nombre común             | EC (*) |
| ------ | ------------------------------ | ---------------------------- | ------------------------ | ------ |
|        | Conirostrum bicolor            | (Vieillot, 1809)             | conirrostro bicolor      | NT     |
|        | Conirostrum margaritae         | (Holt, 1931)                 | conirrostro pechigrís    | VU     |
|        | Conirostrum speciosum          | (Temminck, 1824)             | conirrostro culirrufo    | LC     |
|        | Conirostrum leucogenys         | (Lafresnaye, 1852)           | conirrostro orejiblanco  | LC     |
|        | Conirostrum binghami           | (Chapman, 1919)              | conirrostro gigante      | NT     |
|        | Conirostrum ferrugineiventre   | P.L. Sclater, 1855           | conirrostro cejiblanco   | LC     |
|        | Conirostrum sitticolor         | Lafresnaye, 1840             | conirrostro dorsiazul    | LC     |
|        | Conirostrum albifrons          | Lafresnaye, 1842             | conirrostro coronado     | LC     |
|        | Conirostrum tamarugense        | A.W. Johnson & Millie, 1972  | conirrostro de tamarugal | LC     |
|        | Conirostrum rufum              | Lafresnaye, 1843             | conirrostro rufo         | LC     |
|        | Conirostrum cinereum           | d'Orbigny & Lafresnaye, 1838 | conirrostro cinéreo      | LC     |
|        | Conirostrum (cinereum) fraseri | P.L. Sclater, 1859           | conirrostro ocráceo      | LC     |

(*) Estado de conservación